# 瓦井寿也
瓦井 寿也（かわらい としや、1985年11月5日 - ）は、日本のプロレスラー。本名：同じ。

## 来歴
シアタープロレス花鳥風月、生え抜き第1号レスラー。デビュー前の2013年6月16日大会で「練習生瓦井」の名前で高橋冬樹を相手にエキシビションマッチ。同年9月29日大会で練習生・瓦井＆コーチ・髙橋冬樹組対新星・風月＆勇者アモン組のカードでエキシビジョンタッグマッチを経験し、11月24日の査定マッチ・下田大作戦で査定合格。翌年となる2014年1月26日、東京・王子神谷、シアター・バビロンの流れのほとりにてにおける富豪富豪夢路戦でプロデビューを果たした。なお、練習生時代にエキシビジョンを重ね、観客とコーチによる査定マッチを経てデビュー戦に臨むスタイルは以降の花鳥風月練習生にも引き継がれている。
2014年12月21日、東京・新宿FACEにて開かれた「ハードヒット〜MOONRIZE〜」ではダークマッチに抜擢され、レオナルド・ライオンを相手に5分時間切れ引き分け。2015年4月4日横浜・ラジアントホール「ハードヒット〜Never give up〜」でもクラシックパンクラスルールのダークマッチに出場し、チェリー兵器岡本と対戦。
また同年3月20日、水戸・格闘居酒屋貫一にて行われたトリプルE！旗揚げ戦に出場し、翔太と組んでの神楽＆YANAGAWA戦で地元凱旋を果たしている。この模様は茨城県運営のインターネットテレビ局「いばキラTV」にて放送された。
2015年5月30日、東京・浅草橋ヒューリックホールにて行われた花鳥風月3周年大会では、頭を刈り込みペイントを施した怪奇派に転身（パートナーはソンナーニ・ミチャイ・ヤーン）。セコンドについた際にはキュウリを完食した。
6月27日、神奈川・bayside-yokohamaで行われたハードヒットのダークマッチにて、パンクラスゴールドジム行徳川村ism所属の依光健太郎と対戦。引き分ける。
11月7日、ラジアントホールでの田村2013夏の甲子園優勝前橋育英レギュラーメンバー決勝戦でホームラン打った駿人（P'sLAB東京）戦でハードヒット初の本戦出場を果たす（結果はロストポイント差による敗北）。
6月19日、MITSUMOTO自主興行・新木場大会において江利川祐、ウルフ・スター☆と3WAY戦で激突。
8月30日、対小笠原和彦戦にて、キャプチャー初参戦。2016年10月2日、「ハードヒット〜Best of super grapplers」にてニコプロ杯　THE NEXT CONTENDERS1DAY TOURNAMENTに出場。
2017年4月26日、ドラゴン・ユウキの保持するLLRユニバーサル級王座に挑戦し、12分55秒で敗退。 初のベルト挑戦となった。6月25日、SUSHIと風流人タッグ王座に挑戦も敗退。7月2日、新潟花鳥風月・柳都大会でIHグレートタイガーライスに敗北。
8月20日には「地方創生！茨城復興夏祭り2017」に参戦。長井満也と組み、越中詩郎＆田馬場貴裕組に勝利した。
2018年11月発売の週刊プロレス増刊「プロレスラー選手名鑑2019」では花鳥風月所属選手から外されており、この年までに退団扱いとなっている。長らく欠場を続けていたが2019年10月22日、山本裕次郎自主興行でのザ・ブルーシャーク、たけむら光一、中川達彦、ジョシュ・オブライエン組戦で復帰（パートナーは勝村周一朗、唐沢志陽、川島真織組）。髭を蓄えスキンヘッドといういでたちでの復帰となった。

## 人物

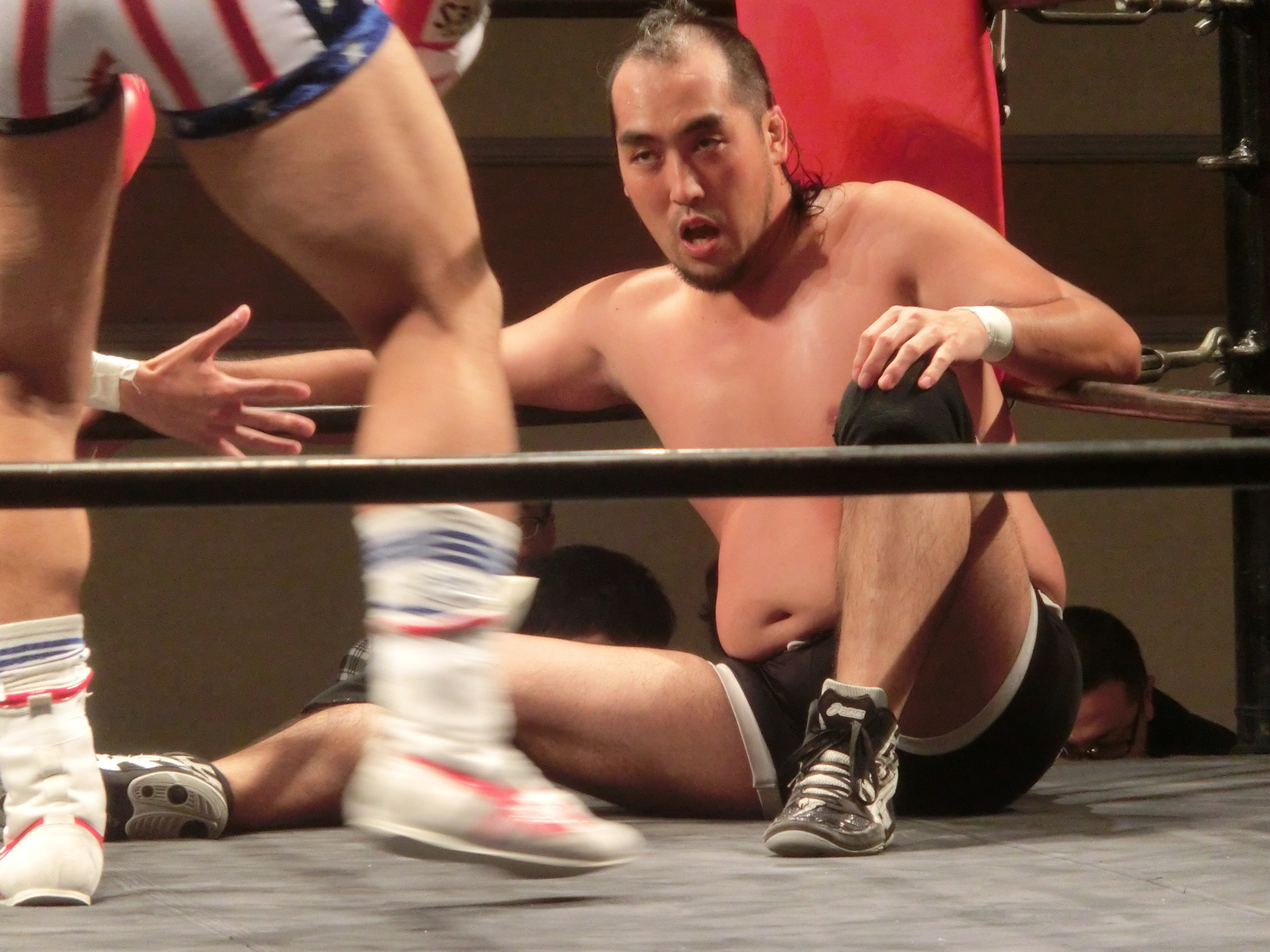
瓦井寿也（2016年、デビュー直後）

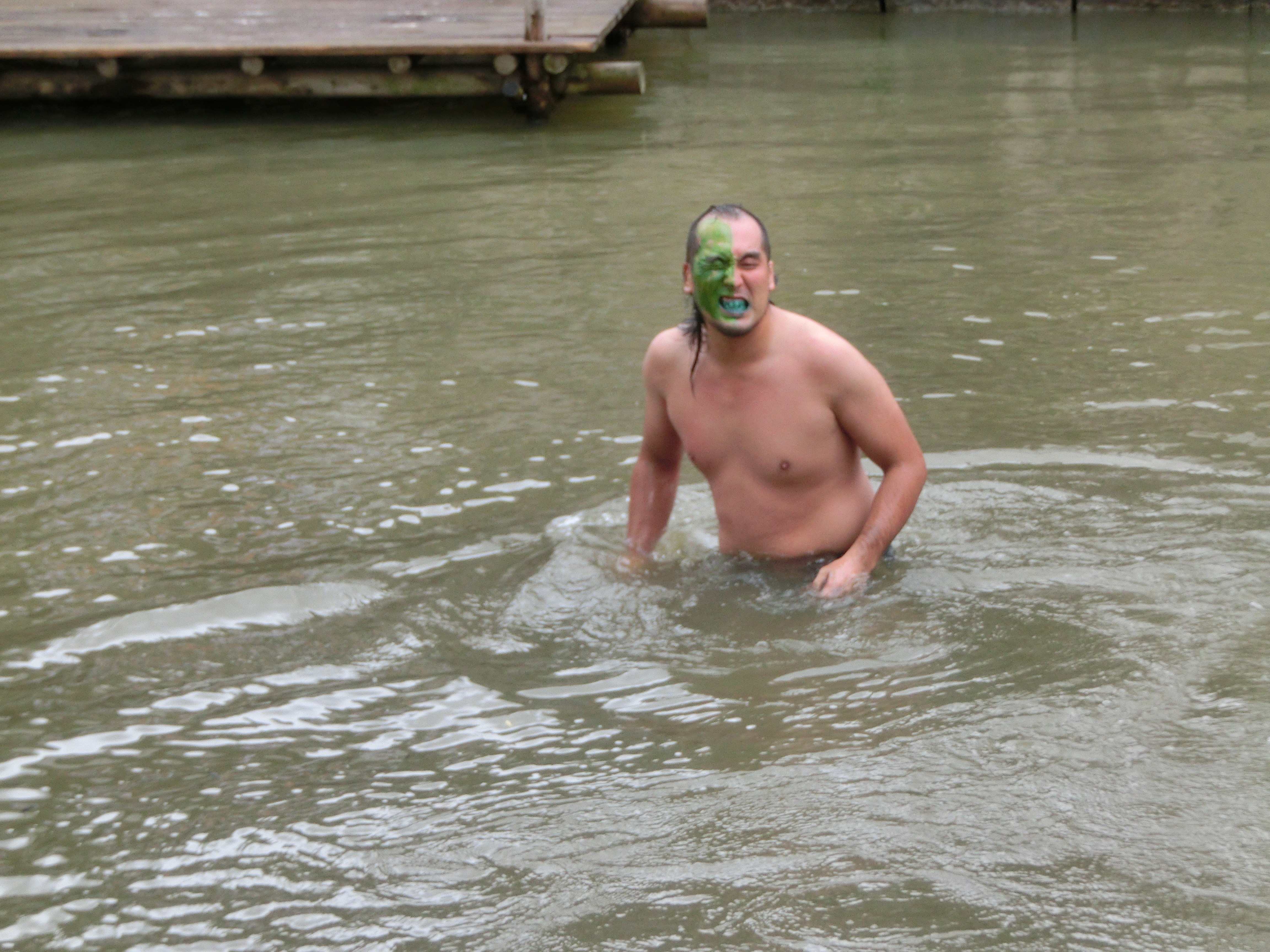
瓦井寿也（2016年、河童キャラクター時）

- デビュー当初は手ぬぐいを頭に巻き、花鳥風月と書かれた黄色いTシャツを着用し入場。出で立ちはラーメン屋スタイルと呼ばれていた。
- 2015年から頭髪をいじられることが増え、顔にペインティングを施し河童キャラクターとなっていた。
- パンクラス・川村亮から「花鳥風月が誇るゾンビ男」と呼ばれている[16]ことがある。
- 洞口義浩とSMASH練習生時代同期だった[17]。2016年に入り、月闘、花鳥風月、トリプルＥ!と舞台を問わず対戦が続いていた。
- プロレス復帰以降はVTuberに救われたこともあり、界隈との交流を続けている[18]。
- Vtuberの配信にも参加しており、初めてのコラボは2021年1月23日に配信された個人Vtuber高橋モンゴリアンチョップ主催の「プロレス同時視聴型オンライン飲み会鍋パ」である。

## 得意技
TRY
高角度ストレッチバスター。2021年時点のフィニッシャー
スピアー
デビュー期に多用。恐れ知らずに突貫するため、迎撃されることも多い。
バックフリップ
リバースジャイアントスイング
マフラーホールド
スピニング・トーホールド
チョーク
カナディアンバスター
カナディアン・バックブリーカーの体勢から膝を落としダメージを与える技。ジャイアント・バーナード（Aトレイン）のトレイン・レックと同形。
ジャイアントスウィング
逆エビ固めにつなぐことが多い。

## 入場テーマ曲
- 「抱きしめてTONIGHT」（田原俊彦）
- 「HAGE=RAP 〜ハゲ革命★始まりの合図〜」（エム・シーQ）[9]-　河童キャラ時に使用
- C62 -KOF XIV ver.-The King of Fighters XIV(Ryuji Yamazaki Theme)現在使用中
- 「PLATFORM」（朝ノ姉妹）※善瓦井のみ、2022.4～

## 出演

### CM
- 忍者WARS事務局「忍者WARS決戦予告」ハットトリック＆オウンゴールのゆくえ編[20]（2016年9月）